# Eino Kaila
Eino Sakari Kaila (Alajärvi, 1890. augusztus 9. – Kirkkonummi, 1958. július 31.) finn filozófus, pszichológus, a 20. század első felének legjelentősebb finn filozófusa és pszichológusa, a modern finn pszichológia atyja. Ő volt az, aki bevezette Finnországban a gestaltpszichológiát.

## Life
Apja protestáns lelkész volt, aki utóbb püspök lett. Eino Kaila 1910-ben végzett a Helsinki Egyetemen, ahol filozófiatanárai Arvi Grotenfelt és Edward Westermak voltak. 1911-ben Párizsba utazott, ahol Henri Bergson előadásait hallgatta. 1914-ben Németországban tett látogatást. 1916-ban védte meg pszichológiai tárgyú doktori értekezését Über die Motivation und die Entscheidung: Eine experimentell-psychologische Untersuchung címen. Ugyanebben az évben házasságot kötött Anna Lovisa Snellman festővel, Johan Vilhelm Snellman unokájával. Rövid ideig a Nemzeti Színház dramaturgjaként dolgozott. 1921-ben kinevezték az újonnan alapított Turkui Egyetem első filozófiaprofesszorának, ahol irodalomkritikával és pszichológiával foglalkozott, és úgy tartják, hogy ő vezette be a gestaltpszichológiát Finnországba. 1918 és 1923 között Kaila számos kísérleti pszichológiával kapcsolatos cikket publikált a német Zeitschrift für Psychologie és Psychologische Forschung folyóiratokban. A korszak kulturális köreiben olyanokkal együtt szerepelt mint például Jean Sibelius és Frans Eemil Sillanpää. Az 1920-as évek közepétől kezdve mindinkább a filozófia felé fordult. 1930-ban a Helsinki Egyetemen az elméleti filozófia professzorává nevezték ki, ahol 1948-ig dolgozott. Az 1930-as években szorosan kötődött a pozitivista beállítottságú bécsi körhöz.
A második világháború alatt Kaila Németországban tartott előadásokat. 1948-ban a Finn Akadémia főállású tagja lett.

## Munkássága
Noha nagy mértékben befolyásolta a logikai pozitivizmus, és kritikusan viszonyult a tapasztalatokon nem alapuló spekulációval szemben, Kaila munkásságára az jellemző, hogy a dolgok holisztikus, majdhogynem panteista megértésre törekedett. A pszichológiában inkább naturalista szemléletet képviselt. Persoonallisuus (1934) című könyve filozófiai dimenziókkal rendelkező pszichológiai tanulmány volt, amelyben hangsúlyozta a pszichológiai jelenségek biológiai hátterét. Utolsó éveiben a Terminalkausalität Als Die Grundlage Eines Unitarischen Naturbegriffs című munkájában, amelyet egy nagyobb munka első részének szánt, egy mindenségelméletet próbált felállítani, de a munkát külföldön nem fogadták túl nagy lelkesedéssel.
Noha a második világháború vége előtt visszavonta támogatását a nemzetiszocialistáktól, a "nyugati" és "keleti" gondolkodás különbözőségéről írt, és azt tartotta, hogy a demokrácia működéséhez az emberek homogenitására van szükség. A háború után Edwin Linkomiesszel és Veikko Antero Koskenniemivel kötött barátsága vetett rá politikai árnyékot.

## Hatása
Kaila leghíresebb tanítványa Georg Henrik von Wright volt, aki Ludwig Wittgenstein utódjaként dolgozott a Cambridge-i Egyetemen. A német befolyás alatt álló hagyományos analitikus-idealista filozófia, amelyet Kaila képviselt, egyeduralkodó maradt a finn filozófiában egésze az 1980-as évekig. Szintén tanítványa volt Ragnar Granit, aki 1967-ben fiziológiai és orvostudományi Nobel-díjat kapott.
Kaila alapította a Helsinki Egyetem pszichológiai laboratóriumát, és ő nevelte a következő pszichológusnemzedéket. Edwin Linkomiesszel együtt hozzájárult a pszichológiai professzori állás létesítéséhez, és a Politikatudományi Kar megalakulásához.

## Főbb művei
- Sielunelämän rakenne, 1923
- Der Logistische Neupositivismus, 1930
- Persoonallisuus, 1934
- Inhimillinen tieto, 1939
- Terminalkausalität Als Die Grundlage Eines Unitarischen Naturbegriffs, 1956

## Fordítás
- Ez a szócikk részben vagy egészben  az   Eino Kaila című angol Wikipédia-szócikk ezen változatának fordításán alapul.  Az eredeti cikk szerkesztőit annak laptörténete sorolja fel. Ez a jelzés csupán a megfogalmazás eredetét és a szerzői jogokat jelzi, nem szolgál a cikkben szereplő információk forrásmegjelöléseként.